# Konrad Rudnicki
Konrad Rudnicki (prononcer ['kɔnrad rud'nit͡ski]), né le 2 juillet 1926 à Varsovie et mort le 12 novembre 2013 à Cracovie, est un astronome polonais, professeur à l'université Jagellonne de Cracovie et prêtre de l'Église mariavite.